# Гильдия (экология)
Гильдия — в экологии группа видов в сообществе, обладающих сходными функциями и нишами одинакового размера (осы, паразитирующие на популяциях питающихся нектаром насекомых; улитки, живущие в листовой подстилке леса; лианы, проникающие в полог тропического леса).
Гильдию можно рассматривать как функциональную единицу, удобную для изучения взаимодействия между видами при анализе сообщества. Жизненные формы организмов, занимающих одинаковые экологические ниши, могут быть причиной морфологического сходства представителей таксономически неродственных видов. Так, жизненная форма животного-землероя сближает такие организмы как крот, слепыш, медведка.